# 미카타군 (후쿠이현)

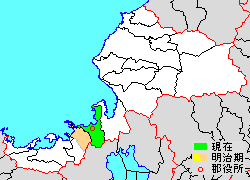
미카타 군의 위치

미카타군(일본어: 三方郡, みかたぐん)은 일본 후쿠이현의 군이다.
인구 8,516명, 면적 152.35km², 인구밀도 55.9명/km².(2025년 3월 1일, 추계인구)
이하 1정으로 구성된다.
- 미하마정(美浜町)

## 군역
1878년 행정 구역으로 출범할 당시의 군역은 위의 1정에 미카타카미나카군 와카사정의 일부를 더한 구역에 해당한다.

## 역사

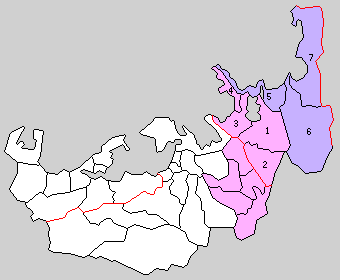
1.야촌 2.도촌 3.다이촌 4.니시우라촌 5.사이고촌 6.미미촌 7.산토촌 (보라: 미하마정 분홍:미카타카미나카군 와카사정)

- 1889년 4월 1일 - 정촌제 시행으로, 아래의 정촌이 발족.(7촌)
  - 야촌(八村): 현 미카타카미나카군 와카사정
  - 도촌(十村): 현 미카타카미나카군 와카사정
  - 다이촌(田井村): 현 미카타카미나카군 와카사정
  - 니시우라촌(西浦村): 현 미카타카미나카군 와카사정
  - 사이고촌(西郷村): 현 미하마정
  - 미미촌(耳村): 현 미하마정
  - 산토촌(山東村): 현 미하마정
- 1898년 4월 1일 - 사이고촌의 일부가 분리되어 기타사이고촌(北西郷村)이 발족. 사이고촌의 잔여부가 개칭하여 미나미사이고촌(南西郷村)이 됨.(8촌)
- 1907년 8월 1일 - 다이촌·니시우라촌이 합병하여, 니시타촌(西田村)이 발족.(7촌)
- 1953년 4월 1일 - 야촌·니시타촌이 합병하여, 미카타정(三方町)이 발족.(1정 5촌)
- 1954년
  - 2월 11일 - 미나미사이고촌·기타사이고촌·미미촌·산토촌이 합병하여, 미하마정(美浜町)이 발족.(2정 1촌)
  - 3월 1일 - 도촌이 미카타정에 편입.(2정)
- 2005년 3월 31일 - 미카타정이 오뉴군 가미나카정과 합병하여  미카타카미나카군 와카사정이 발족, 군에서 이탈.(1정)